# Driks
Driks, né à La Courneuve, est un auteur-compositeur-interprète et chanteur de RnB français.

## Biographie

### Carrière
Il commence sa carrière au sein du groupe La Vipajiz.
Le 4 octobre 2019, il sort son premier EP nommé Enmalaøue, sur le label Ruger Musik. Après ce premier opus, Driks change de label et signe chez Warner Music et Rec. 118[réf. nécessaire].
Le 11 décembre 2020, il sort son deuxième EP intitulé Rose noire, en collaboration avec Hiro.

## Discographie

### Singles
- 2017 : Tu voulais (feat. Franglish & Abou Debeing) (sur la compilation Trap Love, Vol. 2)
- 2017 : Mauvaise idée
- 2017 : C'est comment (feat. 4Keus)
- 2018 : Ne me laisse pas
- 2018 : Mariama
- 2018 : J'essaie
- 2018 : Tchaga
- 2019 : Accro
- 2019 : Premier pas
- 2019 : Lentement
- 2019 : Dembélé
- 2019 : TT (feat. Jahyanai King)  Platine[3]
- 2020 : Couleur ébène
- 2020 : Fais-le
- 2020 : Skwat
- 2020 : Demain
- 2020 : Bad Girl
- 2021 : Partenaire
- 2021 : Tic Tac (feat. Ronisia)
- 2021 : Hackcœur (Intro)
- 2021 : On est liés
- 2021 : Plan (feat. Abou Debeing, Dadju & Franglish)
- 2021 : Dommage (feat. Dystinct)
- 2022 : Jalouse
- 2022 : Ne m'en veux pas
- 2023 : Comme hier
- 2023 : Prends ça (feat. Mayorkun)

### Apparitions
- 2018 : Didoo feat. Driks - Trop tard
- 2019 : Winston One, Le Z, Driks - Sale (sur la compilation Qui-Suis-Je, Vol 1)
- 2019 : Boyya feat. Driks - Explications
- 2020 : Junior Bvndo feat. Driks - Dineros (sur l'album Menace)
- 2020 : Poupie feat. Driks - Ça me dérange (Kel P remix) (sur l'EP Ça nous dérange)
- 2021 : Driks - Minneapolis (sur la compilation 20/21)
- 2021 : Kurtys feat. Driks - Toi
- 2021 : DJ Kayz feat. Driks - Mon délire (sur l'album En équipe)
- 2022 : Low Jay feat. Driks - Everyday (sur l'EP Wave)
- 2022 : Gaz Mawete feat. Driks - On Y Go (sur l'album Puzzle)
- 2022 : DJ Leska feat. Driks - C'est Die (sur la mixtape You Know My Name, Vol. 1)
- 2022 : Says'z feat. Driks - Bibi (sur l'album Rouge)
- 2022 : Driks - Nueve (sur la compilation Mélange des genres)